# Claire Dé
Pour les articles homonymes, voir Dé (homonymie) et Dandurand.
 (juillet 2024).
La mise en forme du texte ne suit pas les recommandations de Wikipédia : il faut le « wikifier ».
Les points d'amélioration suivants sont les cas les plus fréquents. Le détail des points à revoir est peut-être précisé sur la page de discussion.
- Les titres sont pré-formatés par le logiciel. Ils ne sont ni en capitales, ni en gras.
- Le texte ne doit pas être écrit en capitales (les noms de famille non plus), ni en gras, ni en italique, ni en « petit »…
- Le gras n'est utilisé que pour surligner le titre de l'article dans l'introduction, une seule fois.
- L'italique est rarement utilisé : mots en langue étrangère, titres d'œuvres, noms de bateaux, etc.
- Les citations ne sont pas en italique mais en corps de texte normal. Elles sont entourées par des guillemets français : « et ».
- Les listes à puces sont à éviter, des paragraphes rédigés étant largement préférés. Les tableaux sont à réserver à la présentation de données structurées (résultats, etc.).
- Les appels de note de bas de page (petits chiffres en exposant, introduits par l'outil «  Source ») sont à placer entre la fin de phrase et le point final[comme ça].
- Les liens internes (vers d'autres articles de Wikipédia) sont à choisir avec parcimonie. Créez des liens vers des articles approfondissant le sujet. Les termes génériques sans rapport avec le sujet sont à éviter, ainsi que les répétitions de liens vers un même terme.
- Les liens externes sont à placer uniquement dans une section « Liens externes », à la fin de l'article. Ces liens sont à choisir avec parcimonie suivant les règles définies. Si un lien sert de source à l'article, son insertion dans le texte est à faire par les notes de bas de page.
- La présentation des références doit suivre les conventions bibliographiques. Il est recommandé d'utiliser les modèles {{Ouvrage}}, {{Chapitre}}, {{Article}}, {{Lien web}} et/ou {{Bibliographie}}. Le mode d'édition visuel peut mettre en forme automatiquement les références.
- Insérer une infobox (cadre d'informations à droite) n'est pas obligatoire pour parachever la mise en page.

Pour une aide détaillée, merci de consulter Aide:Wikification.
Si vous pensez que ces points ont été résolus, vous pouvez retirer ce bandeau et améliorer la mise en forme d'un autre article.
Claire Dé est le pseudonyme de Claire Dandurand (née le 19 novembre 1953), une autrice canadienne originaire du Québec.

## Biographie
Sœur jumelle de l'autrice Anne Dandurand, elle travaille d'abord comme décoratrice de théâtre avant de se consacrer à l'écriture. Elle commence sa carrière en 1989 en tant que co-autrice, avec sa sœur, de La louve-garou, un recueil de nouvelles érotiques, puis écrit de nombreuses pièces de théâtre dans les années 1980. En 1989, elle publie Le désir comme catastrophe naturelle, un autre recueil de récits érotiques qui remporte le prix Stendhal.
En 1991, elle publie un recueil de nouvelles intitulé Chiens divers (et autres faits écrasés), et un recueil de certaines de ses pièces de théâtre, Sentimental à l'os. Elle publie ensuite, en 1993, le roman Sourdes amours, et en 1996 le roman Bonheur, oiseau rare. Ces deux ouvrages sont ensuite réédités en anglais, traduits par Lazer Lederhendler sous les titres Soundless Loves (1997) et The Sparrow Has Cut the Day in Half (1999). En 1999, Lazer Lederhendler est sélectionné pour le Prix du Gouverneur général pour la traduction du français vers l'anglais pour The Sparrow Has Cut the Day in Half.
Claire Dé traduit Hellman's Scrapbook de Robert Majzels sous le titre Le cahier d'Hellman. Elle est sélectionnée pour le Prix du Gouverneur général pour la traduction de l'anglais vers le français lors des Prix du Gouverneur général de 2004.
En 2011, Dé publie le recueil de nouvelles Hôtel Septième-ciel.